# Lincoln Zvasiya
Lincoln Zvasiya (Harare, 25 de febrero de 1991) es un jugador de fútbol zimbabuense que juega en la demarcación de defensa para el Scottland FC de la Liga Premier de Zimbabue, la liga más importante del país.

## Biografía
Lincoln Zvasiya hizo su debut como futbolista en 2008 a los 17 años de edad con el FC Platinum. Jugó en el club durante dos años. Tras irse cedido al Monomotapa United en 2010 durante un año, volvió en 2011 al FC Platinum. Al finalizar la temporada el Kaizer Chiefs FC se hizo con los servicios del jugador, y tras disputar dos temporadas con el equipo y haber ganado una Premier Soccer League, Zvasiya se fue cedido al OFI Creta. El 24 de febrero de 2014 fue cedido al Harare City FC de Zimbabue, equipo en el que permanece hasta ahora.

## Selección nacional
Ha sido convocado un total de siete veces desde el 10 de agosto de 2011 que debutó por la selección de fútbol de Zimbabue hasta la fecha. Además jugó la clasificación de CAF para la Copa Mundial de Fútbol de 2014.

## Clubes
| Club                       | País      | Año       | Partidos | Goles |
| -------------------------- | --------- | --------- | -------- | ----- |
| FC Platinum                | Zimbabue  | 2008-2010 |          |       |
| Monomotapa United (cedido) | Zimbabue  | 2010-2011 |          |       |
| FC Platinum                | Zimbabue  | 2011      | 1        | 0     |
| Kaizer Chiefs FC           | Sudáfrica | 2011-2013 | 31       | 2     |
| OFI Creta (cedido)         | Grecia    | 2013-2014 | 9        | 0     |
| Harare City FC             | Zimbabue  | 2015      |          |       |
| ZPC Kariba FC              | Zimbabue  | 2016      |          |       |
| Dynamos FC                 | Zimbabue  | 2017      |          |       |
| Yadah Stars FC             | Zimbabue  | 2018      |          |       |
| CAPS United FC             | Zimbabue  | 2019-2020 |          |       |
| Cranborne Bullets FC       | Zimbabue  | 2021-2024 |          |       |
| Scottland FC               | Zimbabue  | 2024-     |          |       |

## Palmarés

### Campeonatos nacionales
| Título                | Club             | País      | Año  |
| --------------------- | ---------------- | --------- | ---- |
| Premier Soccer League | Kaizer Chiefs FC | Sudáfrica | 2013 |